# Giulia Anghelescu
Giulia Anghelescu (ur. 7 listopada 1984 w Gałaczu) – rumuńska wokalistka.

## Historia
Pierwszy raz zadebiutowała w wieku 6 lat w najpopularniejszym rumuńskim show telewizyjnym dla dzieci Tip Top Minitop. Natomiast pierwszy album piosenkarki został wydany w 1995 roku i od razu stał się bestsellerem w Rumunii.
W latach 2000–2003 Giulia występowała razem z zespołem Candy, wokalistka jednak postanowiła od 2004 roku działać na własną rękę, debiutując „dorosłym” albumem zatytułowanym „Giulia”. W tym czasie zaczęła też pracę jako m.in. prezenterka w rumuńskiej telewizji publicznej.
W 2008 roku Giulia nawiązała współpracę z Mariusem Nedelcu (byłym wokalistą zespołu Akcent), z którym zaśpiewała w przeboju „Rain”. Dzięki tej współpracy została poznana i stała się popularna również w Polsce.
Piosenkarka wystąpiła wraz z Mariusem Nedelcu na koncercie Sopot Hit Festiwal w 2008 roku.
Od 2009 do 2012 roku Giulia była wokalistką grupy DJ Project. Wydane z jej udziałem utwory, takie jak: „Nu”, „Regrete”, „Mi-e dor de noi”, znalazły się na czołowych miejscach rumuńskich list przebojów.

## Dyskografia
- Candy (2000)
- O seară perfectă (2001)
- De vis (2002)
- Best of Candy (2003)
- Poveste (2003)

### Płyty solowe
- Giulia (2004)
- Fluturi (2006)
- Primul pas (2008)
- Un Om Cu Un Pian (2012)